# 제2회 서울국제영화제
제2회 서울국제영화제의 시상식에 관한 내용이다. 2001년에 열렸다.

## 수상 및 후보

### 세네프대상
- 생일 - 슈테판 야거 수상

### 세네프대상온라인
- 에어플레인 글루 - 이반 마서,커크 호스테터 수상

### 디지털익스프레스특별상
- 레진 - 블라다미르 기요르스키 수상
- 나인 틴 - 와타나베 카즈시 수상

### 디지털익스프레스특별상온라인
- 종착지 - 얀 튀링 수상
- 텔레비 - 데이브 존스 수상

### 세네피언에이스
- 담배 - 정용승 수상

### 세네프비젼
- 아름다운 유년 - 김현수 수상

### 영리더최우수상
- 가출한 헨젤과 그레텔 - 오병용 수상

### 영리더우수상
- 어느 유쾌한 하루 - 최영난 수상

### 영리더장려상
- 8318 - 변건우 수상